# Tanjung Kemuning
Tanjung Kemuning is een bestuurslaag in het regentschap Ogan Komering Ulu van de provincie Zuid-Sumatra, Indonesië. Tanjung Kemuning telt 2164 inwoners (volkstelling 2010).